# 中国人民解放军云南省军区

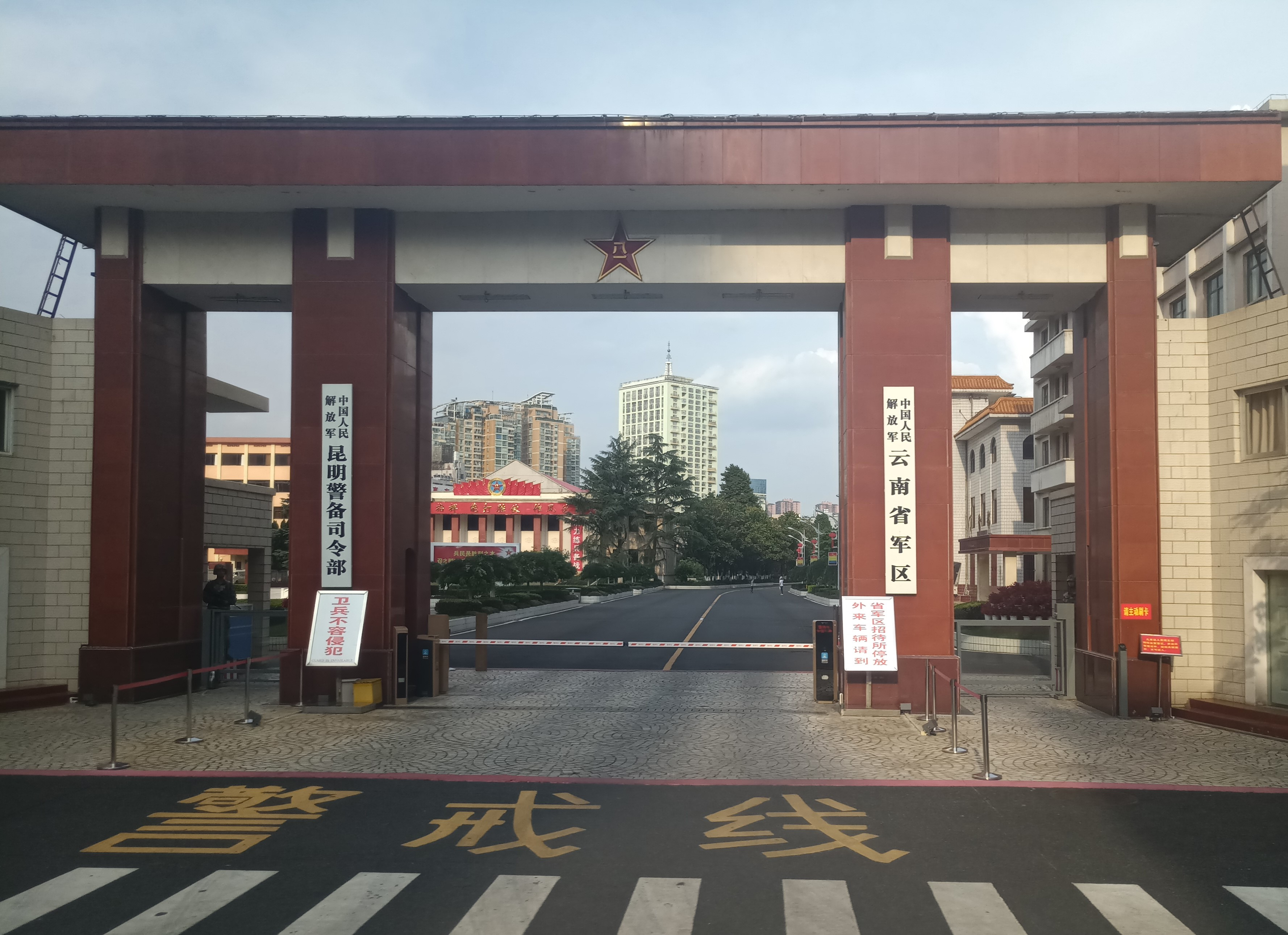
位于昆明市北京路上的云南省军区司令部

中国人民解放军云南省军区，机关驻地云南省昆明市，是中国人民解放军现属中央军事委员会国防动员部的一个省级军区，管辖范围为云南省。原属昆明军区，1985年撤销昆明军区后，由成都军区管辖。

## 历史
云南省军区成立于1950年4月1日，隶属中国人民解放军西南军区建制。辖滇南、滇西、曲靖、宜良、玉溪、楚雄、武定军分区。1955年4月改编为中国人民解放军昆明军区兼云南省军区。1957年8月，另行组建云南省军区机关，隶属昆明军区。1985年8月，成都军区与昆明军区合并为新的成都军区后，云南省军区归中国人民解放军南部战区建制。

## 历任领导
司令员
- 陈赓（1950年4月－1952年9月，兼任）
- 李达（1952年9月－1954年2月，兼任）
- 谢富治 上将（1954年2月－1957年7月，兼任）
- 陈康 中将（1956年[來源請求]－1960年11月）
- 黎锡福 少将（1960年11月－1975年6月）
- 张海棠（1975年6月－1981年4月）
- 陈家贵（1981年4月－1983年5月）
- 李金桥（1983年5月－1985年9月）
- 王祖训（1985年9月－1988年12月）
- 孙粹屏（1989年1月－1990年6月）
- 朱成友（1990年6月－1993年12月）
- 姚双龙（1994年3月－1998年3月）
- 王继堂（1998年3月－2003年1月）
- 黄光汉（2003年1月－2005年11月）
- 舒玉泰（2005年11月－2008年7月）
- 邱型柏（2008年9月－2011年5月）
- 张肖南（2011年7月－2015年7月）[1]
- 杨光跃（2015年7月－2017年1月）[2]
- 杨春光（2017年4月－2020年5月）[3]
- 鲁传刚（2020年5月－）[4]

党委第一书记
（中共云南省委书记兼）
政治委员
- 宋任穷（1950年4月－1952年9月）
- 谢富治（1952年9月－1957年7月，司令员兼）
- 孙克骥（1959年4月－1962年3月）
- 于一川（1960年5月－1965年5月，昆明军区第一副政治委员兼云南省军区第一政治委员）
- 孔俊彪（1962年3月－1965年8月）
- 周兴（1965年5月－1975年10月，昆明军区副政治委员兼云南省军区第一政治委员）
- 张力雄（1965年8月－1975年6月）
- 雷远高（1969年4月－1979年8月）
- 高占杰（1975年6月－1983年5月）
- 安平生（1977年2月－1985年7月，中共云南省委第一书记、昆明军区第一政治委员兼云南省军区第一政治委员）
- 马子安（1978年5月－1983年5月）
- 徐尧田（1979年12月－1983年5月）
- 张志铭（1983年5月－1985年9月）
- 赵坤（1985年9月－1990年6月）
- 陈连富（1990年6月－1993年2月）
- 李杰（1993年2月－1996年12月）
- 陈培忠（1996年12月－1999年7月）
- 陶昌廉（1999年8月－2004年8月）
- 王增钵（2004年8月－2007年6月）
- 郎友良（2007年8月－2010年7月）
- 杨成熙（2010年12月－2013年12月）[5]
- 石晓（2014年3月－2014年12月）[6]
- 余永洪（2015年7月－2015年9月）[7]
- 余琨（2015年9月－2023年4月）[8]
- 郑仲全（2023年4月－）[9]

副司令员
- 黎锡福
- 周学义
- 丁荣昌
- 朱家璧
- 张力雄
- 熊奎
- 王启明
- 王银山
- 李兆升
- 马兆民
- 王传训
- 郭兴
- 余辅坤
- 李大中
- 李青林
- 范金标
- 吴昌炽
- 原金锁
- 王西军
- 李凤岗
- 郁秀忠
- 王有福
- 陈瑞祥
- 姚永富
- 赵永茂
- 王祖训
- 孙粹屏
- 姚双龙
- 田永江